# SEC62
SEC62 (англ. SEC62 homolog, preprotein translocation factor) – білок, який кодується однойменним геном, розташованим у людей на короткому плечі 3-ї хромосоми.  Довжина поліпептидного ланцюга білка становить 399 амінокислот, а молекулярна маса — 45 862.
| 10         |  | 20         |  | 30         |  | 40         |  | 50         |
| ---------- |  | ---------- |  | ---------- |  | ---------- |  | ---------- |
| MAERRRHKKR |  | IQEVGEPSKE |  | EKAVAKYLRF |  | NCPTKSTNMM |  | GHRVDYFIAS |
| KAVDCLLDSK |  | WAKAKKGEEA |  | LFTTRESVVD |  | YCNRLLKKQF |  | FHRALKVMKM |
| KYDKDIKKEK |  | DKGKAESGKE |  | EDKKSKKENI |  | KDEKTKKEKE |  | KKKDGEKEES |
| KKEETPGTPK |  | KKETKKKFKL |  | EPHDDQVFLD |  | GNEVYVWIYD |  | PVHFKTFVMG |
| LILVIAVIAA |  | TLFPLWPAEM |  | RVGVYYLSVG |  | AGCFVASILL |  | LAVARCILFL |
| IIWLITGGRH |  | HFWFLPNLTA |  | DVGFIDSFRP |  | LYTHEYKGPK |  | ADLKKDEKSE |
| TKKQQKSDSE |  | EKSDSEKKED |  | EEGKVGPGNH |  | GTEGSGGERH |  | SDTDSDRRED |
| DRSQHSSGNG |  | NDFEMITKEE |  | LEQQTDGDCE |  | EDEEEENDGE |  | TPKSSHEKS  |

A: Аланін

C: Цистеїн

D: Аспарагінова кислота

E: Глутамінова кислота

F: Фенілаланін

G: Гліцин

H: Гістидин

I: Ізолейцин

K: Лізин

L: Лейцин

M: Метіонін

N: Аспарагін

P: Пролін

Q: Глутамін

R: Аргінін

S: Серин

T: Треонін

V: Валін

W: Триптофан

Кодований геном білок за функцією належить до фосфопротеїнів. 
Задіяний у таких біологічних процесах як транспорт, транспорт білків, транслокація. 
Локалізований у мембрані, ендоплазматичному ретикулумі.